# (308933) 2006 SQ372
(308933) 2006 SQ372 è un oggetto transnettuniano, più precisamente di un centauro con un'eccentricità molto elevata, che segue un'orbita di tipo cometario. Scoperto nel 2006, presenta un'orbita caratterizzata da un semiasse maggiore pari a 880,828926 UA e da un'eccentricità di 0,972487, inclinata di 19,446469° rispetto all'eclittica.

## Caratteristiche
Ha un'orbita molto eccentrica, attraversando quella di Nettuno vicino al perielio ma portandolo a più di 1.500 UA dal Sole all'afelio.
L'oggetto impiega circa 22.500 anni per orbitare attorno al baricentro del Sistema Solare. Il grande valore del semiasse maggiore lo rende simile a (87269) 2000 OO67  e 90377 Sedna. Con una magnitudo assoluta (H) di 8,1, si stima che abbia un diametro compreso tra 60 e 140 km. Michael Brown stima che abbia un'albedo di 0,08, che significherebbe un diametro di circa 110 km.
Si potrebbe trattare di una cometa; gli scopritori ipotizzano che l'oggetto potrebbe provenire dalla nube di Hills, ma altri scienziati come Michael E. Brown della California Institute of Technology considerano anche altre possibilità, affermando anche che "potrebbe essersi formato da detriti appena oltre Nettuno (nella fascia di Kuiper) ed essere stato calciato nella sua orbita distante da un pianeta come Nettuno o Urano".

## Perturbazione
L'orbita di 2006 SQ372 attualmente si avvicina a Nettuno più di qualsiasi altro pianeta gigante. Più della metà delle simulazioni di questo oggetto mostrano che si avvicinerà troppo a Urano o Nettuno entro i prossimi 180 milioni di anni, mandandolo in una direzione attualmente sconosciuta. Ciò rende difficile classificare questo oggetto solo come un centauro o come un oggetto del disco sparso. Il Minor Planet Center, che cataloga ufficialmente tutti gli oggetti transnettuniani, lo elenca insieme ai centauri e SDO. (29981) 1999 TD10 è un altro oggetto simile che appartiene contemporaneamente alle due categorie.

### Elementi orbitali baricentrici
- afelio (Q) = 1570 UA[15][a] (eliocentrico 2006 UA)
- semimaggiore =736,67 AU[11][a] (eliocentrico 1015 AU)
- periodo = 22.466 anni[11][a] (Eliocentrico 32.347 anni)

Data l'estrema eccentricità orbitale di questo oggetto, epoche diverse possono generare soluzioni eliocentriche imperturbate a due corpi che si adattano meglio alla distanza all'afelio (distanza massima) di questo oggetto. Con un'epoca del 2005, l'oggetto ha avuto un periodo approssimativo di circa 22.000 anni con l'afelio a 1557 UA, ma utilizzando un'epoca del 2011 si mostra un periodo di circa 32.000 anni con l'afelio a 2006 UA.] Per oggetti con un'eccentricità così elevata, le coordinate baricentriche del Sole sono più stabili delle coordinate eliocentriche. Utilizzando JPL Horizons con un arco orbitale osservato di soli 2,9 anni, gli elementi orbitali baricentrici per l'epoca 2008-maggio-14 generano un semiasse maggiore di 796 UA e un periodo di 22.466 anni.

## Comparazione con altri oggetti transnettuniani

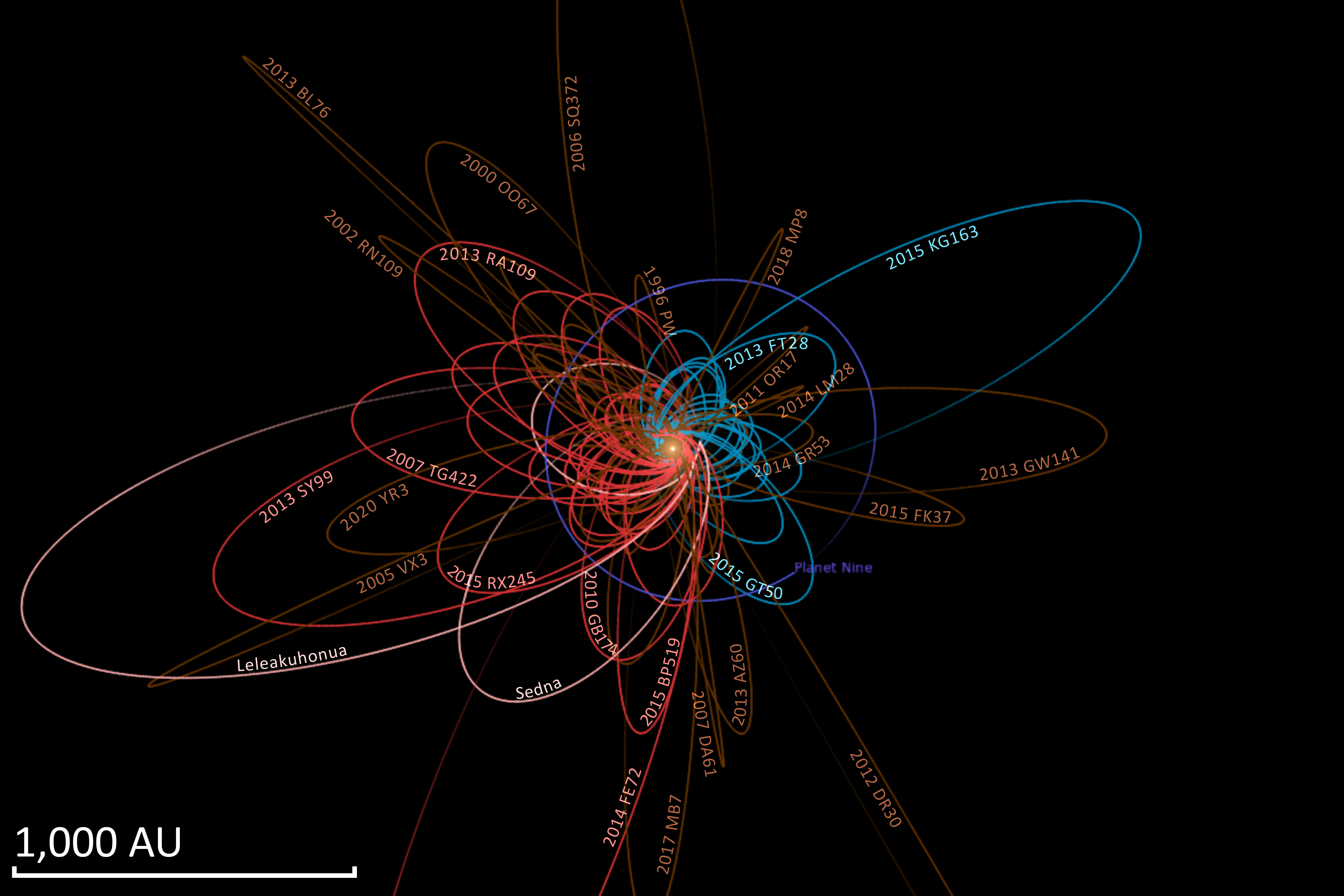
Orbite di 90377 Sedna,, 541132 Leleākūhonua ed altri trasnettuniani estremi raffronatati con la possibile orbita del Pianeta Nove.
Si sospetta che le orbite dei tre sednoidi (colorati in rosa) insieme alle orbite degli oggetti transnettuniani estremi (eTNO) di colore rosso siano allineate con l'ipotetico Pianeta Nove, mentre le orbite dell'eTNO di colore blu sono anti-allineate. Le orbite molto allungate di colore marrone includono centauri e damocloidi con grandi distanze all'afelio superiori a 200 UA.